# The Next Episode
"The Next Episode" is een nummer van de Amerikaanse rappers Dr. Dre en Snoop Dogg. Ook Kurupt en Nate Dogg doen mee op het nummer, maar worden niet genoemd. Het nummer verscheen op het Dr. Dre-album 2001 uit 1999. Op 4 juli 2000 werd het nummer uitgebracht als de derde single van het album.

## Achtergrond
Het couplet van Dre in "The Next Episode" is geschreven door artiesten van zijn platenmaatschappij Aftermath, Hittman, The D.O.C. en Ms. Roq. Het is geproduceerd door Dre en Aftermath-proucer Mel-Man. Het is een vervolg op het Dr. Dre-nummer "Nuthin' but a 'G' Thang" uit 1993, waarin Snoop Dogg aan het eind van het refrein instrueert "just chill, 'til the next episode", op zichzelf een verwijzing naar het EPMD-nummer "It's My Thing". Snoop, Dre en Nate hebben allemaal een eigen couplet, terwijl Kurupt de hook van het nummer deelt met Snoop en Dre. Het nummer kent vele verwijzingen naar "California Love" van Dre en 2Pac. De titel is afkomstig van het niet officieel op een album uitgebrachte "Tha Next Episode" van Snoop Dogg met Dre.
"The Next Episode" maakt veel gebruik van samples. De belangrijkste sample is afkomstig uit "The Edge" van David Axelrod en David McCallum, waarvan een kort fragment wordt gebruikt aan het begin van het nummer en herhaald werd in het midden en aan het eind. Het nummer werd zelf weer gesampled op "What Would You Do?" van City High. In de radioversie van het nummer werd veel geknipt en zijn veel regels opnieuw opgenomen. Zo is bijvoorbeeld de bekende regel "smoke weed every day", uitgesproken door Nate Dogg aan het eind van het nummer, verwijderd uit deze versie. De videoclip van het nummer speelt zich af in een stripclub en bevat gastoptredens van veel rappers, waaronder Hittman, Ice Cube, Warren G en Xzibit.
"The Next Episode" werd een hit met een 23e plaats als hoogste notering in de Verenigde Staten, terwijl in het Verenigd Koninkrijk de derde plaats werd bereikt. In Nederland behaalde het respectievelijk plaats 28 en 26 in de Top 40 en de Mega Top 100, maar in Vlaanderen behaalde het de Ultratop 50 niet en bleef het steken op de zesde plaats in de Tipparade. Het nummer werd in 2001 genomineerd voor een Grammy Award in de categorie Best Rap Performance by a Duo or Group, maar verloor van "Forgot About Dre" van Dre en Eminem. Het nummer is gebruikt als opkomstmuziek door de honkballers Barry Bonds en Chone Figgins. Ook is het gebruikt in de films The Dictator (2012) en Dude (2018) en het computerspel Grand Theft Auto V (2013).

## Hitnoteringen

### Nederlandse Top 40
| Hitnotering: 29-07-2000 t/m 09-09-2000 | Hitnotering: 29-07-2000 t/m 09-09-2000 | Hitnotering: 29-07-2000 t/m 09-09-2000 | Hitnotering: 29-07-2000 t/m 09-09-2000 | Hitnotering: 29-07-2000 t/m 09-09-2000 | Hitnotering: 29-07-2000 t/m 09-09-2000 | Hitnotering: 29-07-2000 t/m 09-09-2000 | Hitnotering: 29-07-2000 t/m 09-09-2000 | Hitnotering: 29-07-2000 t/m 09-09-2000 |
| Week                                   | 1                                      | 2                                      | 3                                      | 4                                      | 5                                      | 6                                      | 7                                      |                                        |
| -------------------------------------- | -------------------------------------- | -------------------------------------- | -------------------------------------- | -------------------------------------- | -------------------------------------- | -------------------------------------- | -------------------------------------- | -------------------------------------- |
| Positie                                | 33                                     | 29                                     | 34                                     | 33                                     | 32                                     | 28                                     | 31                                     | uit                                    |

### Mega Top 100
| Hitnotering: 15-07-2000 t/m 18-11-2000 | Hitnotering: 15-07-2000 t/m 18-11-2000 | Hitnotering: 15-07-2000 t/m 18-11-2000 | Hitnotering: 15-07-2000 t/m 18-11-2000 | Hitnotering: 15-07-2000 t/m 18-11-2000 | Hitnotering: 15-07-2000 t/m 18-11-2000 | Hitnotering: 15-07-2000 t/m 18-11-2000 | Hitnotering: 15-07-2000 t/m 18-11-2000 | Hitnotering: 15-07-2000 t/m 18-11-2000 | Hitnotering: 15-07-2000 t/m 18-11-2000 | Hitnotering: 15-07-2000 t/m 18-11-2000 | Hitnotering: 15-07-2000 t/m 18-11-2000 | Hitnotering: 15-07-2000 t/m 18-11-2000 | Hitnotering: 15-07-2000 t/m 18-11-2000 | Hitnotering: 15-07-2000 t/m 18-11-2000 | Hitnotering: 15-07-2000 t/m 18-11-2000 | Hitnotering: 15-07-2000 t/m 18-11-2000 | Hitnotering: 15-07-2000 t/m 18-11-2000 | Hitnotering: 15-07-2000 t/m 18-11-2000 | Hitnotering: 15-07-2000 t/m 18-11-2000 | Hitnotering: 15-07-2000 t/m 18-11-2000 |
| Week                                   | 1                                      | 2                                      | 3                                      | 4                                      | 5                                      | 6                                      | 7                                      | 8                                      | 9                                      | 10                                     | 11                                     | 12                                     | 13                                     | 14                                     | 15                                     | 16                                     | 17                                     | 18                                     | 19                                     |                                        |
| -------------------------------------- | -------------------------------------- | -------------------------------------- | -------------------------------------- | -------------------------------------- | -------------------------------------- | -------------------------------------- | -------------------------------------- | -------------------------------------- | -------------------------------------- | -------------------------------------- | -------------------------------------- | -------------------------------------- | -------------------------------------- | -------------------------------------- | -------------------------------------- | -------------------------------------- | -------------------------------------- | -------------------------------------- | -------------------------------------- | -------------------------------------- |
| Positie                                | 48                                     | 35                                     | 32                                     | 26                                     | 26                                     | 27                                     | 30                                     | 30                                     | 27                                     | 31                                     | 30                                     | 30                                     | 32                                     | 38                                     | 47                                     | 47                                     | 51                                     | 63                                     | 87                                     | uit                                    |

### NPO Radio 2 Top 2000
| Nummer met noteringen in de NPO Radio 2 Top 2000 | '18  | '19  | '20  | '21  | '22 | '23 | '24 |
| ------------------------------------------------ | ---- | ---- | ---- | ---- | --- | --- | --- |
| The Next Episode                                 | 1082 | 1329 | 1228 | 1283 | 948 | 905 | 885 |

1. ↑  Een vetgedrukt getal geeft de hoogste notering aan.
2. ↑  2018 was het eerste jaar met een notering voor dit nummer.